# 金田常代
金田 常代（かねだ つねよ、1926年〈大正16年〉6月21日 - 1988年〈昭和63年〉3月30日）は、日本の画家・絵本作家。茨城県古河市生まれ。
小学校・幼稚園の教師を経て、自由で豊かな感性を育む子どものためのアトリエを開設。アジア各地を旅し、長年にわたって子どもをテーマに絵を描き続けた。
代表作「ロミラの夢」（偕成社）は、1982年に絵本にっぽん賞を受賞した作品で、英語および韓国語にも翻訳・出版されている。

## 略歴
1926年(大正16年) -  茨城県古河市に生まれ、4人姉妹の末娘として育つ。
1948年(昭和23年) - 行動美術研究所にて向井潤吉、高井貞二に師事、本格的な絵の勉強を始める。　
1977年(昭和52年) - イギリス、アフガニスタン、パキスタン、インドを旅行。この頃から毎年アジア各地を訪れて取材とスケッチを行うようになる。
1979年(昭和54年) - ネパール王立アカデミー主催によりカトマンズにて国際児童年にちなんだ個展を開く。また、同年インド・カルカッタ美術アカデミーおよび東京・銀座の画廊でも個展を開催。
1982年(昭和57年) - 「ロミラの夢」出版(偕成社) 。同年絵本にっぽん賞受賞。
1988年(昭和63年) -「ドゥルガーの祈り」の出版(偕成社) を前に、がんのため同年3月に逝去。

## 著書

### 絵本
- 1982年『ロミラのゆめ ヒマラヤの少女のはなし』（金田卓也文、偕成社）
- 1984年『ラニーのねがい ガンダーラの少女のはなし』 （アズラー・アービダー話、偕成社）
- 1986年『マーダルごちそうさま 母と子のおいしい民族料理』（金田卓也写真 サラソティー料理 偕成社）
- 1988年『ドゥルガのちかい ベンガルの少女のはなし』（カマル=シャハ話、偕成社）

### 挿画
- 1984年福井達雨『月と星の国 父のパキスタン通信』（金田常代, 金田卓也絵、偕成社）